# Platygaster perplexa
Platygaster perplexa är en stekelart som beskrevs av Fouts 1925. Platygaster perplexa ingår i släktet Platygaster och familjen gallmyggesteklar. Inga underarter finns listade i Catalogue of Life.